# Saison 8 de Psych : Enquêteur malgré lui
Chronologie
Saison 7 Psych: The Movie (téléfilm)
La huitième et dernière saison de Psych : Enquêteur malgré lui (Psych), série télévisée américaine, est constituée de dix épisodes diffusée du 8 janvier 2014 au 26 mars 2014 sur USA Network, aux États-Unis.

## Synopsis
Shawn Spencer, un jeune homme drôle et surtout futé, a développé durant son enfance un talent pour remarquer les moindres détails grâce à l'enseignement de Henry Spencer, son père, ancien policier.
C'est ainsi qu'en grandissant, lorsqu'il est confronté à la dure réalité de l'emploi, ne parvenant pas à en trouver un qui lui plaise, il passe le plus clair de son temps à en changer et à donner des « tuyaux » aux inspecteurs de police par l'intermédiaire d'appels téléphoniques anonymes. À partir de là s'ensuit un énorme quiproquo : à la suite des nombreux « tuyaux » qu'il fournit aux inspecteurs, ces derniers commencent à le suspecter de perpétrer lui-même ces crimes. N'ayant pas d'autre solution pour se sortir de cette situation, il se justifie en prétendant posséder des pouvoirs psychiques de médium. Curieusement, les policiers qui refusaient de croire au don d'observation de Shawn, admettent assez facilement son « don médiumnique ».
Shawn aidera désormais la police dans ses enquêtes, avec les inspecteurs Carlton Lassiter, Juliet O'Hara et le chef Karen Vick qui fait appel à lui lorsque certaines affaires s'avèrent insolubles ou pas assez importantes pour que la police s'en occupe, selon le cas.
Shawn embarque son meilleur ami d'enfance, Burton « Gus » Guster, pour créer l'agence « Psych ». Ils vont alors tenter de résoudre chaque affaire en utilisant ses dons d'observation, camouflés en visions envoyées par des esprits. Gus est moins téméraire que Shawn et tous les deux se disputent souvent pour des détails pour le meilleur comme pour le pire…

## Distribution

### Acteurs principaux
- James Roday (VF : Guillaume Lebon) : Shawn Spencer
- Dulé Hill (VF : Lucien Jean-Baptiste) : Burton « Gus » Guster
- Timothy Omundson (VF : Gabriel Le Doze) : lieutenant chef Carlton Lassiter
- Maggie Lawson (VF : Laura Blanc) : lieutenant Juliet O'Hara
- Kirsten Nelson (VF : Véronique Augereau) : chef Karen Vick
- Corbin Bernsen (VF : Philippe Peythieu) : Henry Spencer, père de Shawn

### Acteurs récurrents
- Skyler Gisondo (VF : Valentin Maupin) : Shawn Spencer (adolescent)
- Carlos McCullers (VF : Alexandre Nguyen) : Burton « Gus » Guster (enfant et adolescent)
- Sage Brocklebank (VF : Sébastien Finck) : officier Buzz McNab
- Kurt Fuller (VF : Jean-François Kopf) : Woody, Médecin légiste de la police de Santa Barbara

### Invités
- Cary Elwes (VF : Bertrand Liebert) : Pierre Despereaux (épisode 1)
- Vinnie Jones : Ronnie Ives (épisode 1)
- Olivia d'Abo : Dierdre (épisode 1)
- Theo Devaney : Winston (épisode 1)
- Andrew Kavadas : Arry (épisode 1)
- Byron Briscoe : Fino (épisode 1)
- Avery Taylor : Parkey (épisode 1)
- Paul Kloegman : Win Stuyvesant (épisode 1)
- Bonn Smith : Rupert Grint / Prince Harry (épisode 1)
- Fagin Woodcock : l'insaisissable seigneur du crime (épisode 1)
- Nicole Anthony : Ronda (épisode 2)
- Duane Dickinson : Andrew Scheck (épisode 2)
- Patrick Gilmore : Patrick (épisode 2)
- Christian Bower : Bob, du magasin de poissons (épisode 2)
- Christina Sicoli : Marie (épisode 2)
- Ralph Macchio : Logan Phelps (épisode 3)
- Michael Weston : Adam Hornstock (épisode 3)
- Alan Ruck : Ruben Leonard (épisode 3)
- Katharine Isabelle : Priscilla Morgenstern (épisode 3)
- Ray Wise (VF : Hervé Jolly) : le juge Horace Leland (épisode 3)
- Lindsay Sloane (VF : Sophie Arthuys) : Sandra Panitch (épisode 3)
- Ed Lover : Bailiff Comonsat (épisode 3)
- Carlos Jacott : Morty Camp (épisode 3)
- Dana Ashbrook : Jackson Hale (épisode 3)
- Janet Varney : Connie Camp (épisode 3)
- Chris Gauthier : le jury no 3 (épisode 3)
- Steve Valentine (VF : Pierre Tessier) : Billy Lips (épisode 5)
- William Zabka : le coach Bigg (épisode 9)
- Billy Zane (VF : Guillaume Orsat) : Ian Collins (épisode 10)

## Production

### Développement
Le 20 décembre 2012, la série a été renouvelée pour cette huitième saison, composée de huit épisodes.
Le 26 juin 2013, deux épisodes supplémentaires ont été commandés totalisant une saison de dix épisodes ainsi qu'un vote interactif sur un scénario.

### Casting
L'épisode 3 de la saison sera un remake de l'épisode 12 de la première saison (Avis de meurtre) et bénéficiera de plusieurs acteurs invités déjà apparus ou non dans la série comme : Ralph Macchio, Michael Weston, Alan Ruck, Katharine Isabelle, Ray Wise, Lindsay Sloane, Ed Lover, Carlos Jacott, Dana Ashbrook et Janet Varney.

### Diffusions
Aux États-Unis, cette saison a été diffusée à partir du 8 janvier 2014 sur USA Network.
Au Canada, cette saison est diffusée depuis le 26 mai 2014 sur le réseau Global, dans le désordre.
En France, entre le 4 août 2015 et le  20 août 2015 sur NT1.

## Liste des épisodes

### Épisode 1:Braquage à l'anglaise
- États-Unis : 8 janvier 2014 sur USA Network[9]
- Canada : non-diffusé sur Global
- Suisse : 23 août 2014 sur RTS Deux[10]
- France : 4 août 2015 sur NT1

- États-Unis : 2,28 millions de téléspectateurs[11] (première diffusion)

- Cary Elwes (Pierre Despereaux)
- Vinnie Jones (Ronnie Ives)
- Olivia d'Abo (Dierdre)
- Theo Devaney (Winston)
- Andrew Kavadas (Arry)
- Byron Briscoe (Fino)
- Avery Taylor (Parkey)
- Paul Kloegman (Win Stuyvesant)
- Bonn Smith (Rupert Grint / Prince Harry)
- Nick Harrison (l'officier de la sécurité TSA)
- Allen Sawkins (l'inspecteur de Scotland Yard)
- Desiree Elyda (la secrétaire)
- Fagin Woodcock (l'insaisissable seigneur du crime)

### Épisode 2:S. A. I. S. I. R. sa chance
- États-Unis : 15 janvier 2014 sur USA Network
- Canada : 26 mai 2014 sur Global
- Suisse : 30 août 2014 sur RTS Deux[10]
- France : 6 août 2015 sur NT1[12]

- États-Unis : 1,51 million de téléspectateurs[13] (première diffusion)

- Anthony Michael Hall (Harris Trout)
- Celia Weston (Mme Trout)
- Nicole Anthony (Ronda)
- Duane Dickinson (Andrew Scheck)
- Patrick Gilmore (Patrick)
- Christian Bower (Bob, du magasin de poissons)
- Christina Sicoli (Marie)
- Jennifer Bradley (l'infirmière)
- James Rha (le docteur)

### Épisode 3:Sale temps à Santa Barbara
- États-Unis : 22 janvier 2014 sur USA Network
- Canada : 9 juin 2014 sur Global
- Suisse : 20 septembre 2014 sur RTS Deux[10]
- France : 7 août 2015 sur NT1[14]

- États-Unis : 1,61 million de téléspectateurs[15] (première diffusion)

- Ralph Macchio (Logan Phelps)
- Michael Weston (Adam Hornstock)
- Alan Ruck (Ruben Leonard)
- Katharine Isabelle (Priscilla Morgenstern)
- Ray Wise (le juge Horace Leland)
- Lindsay Sloane (Sandra Panitch)
- Ed Lover (Bailiff Comonsat)
- Carlos Jacott (Morty Camp)
- Dana Ashbrook (Jackson Hale)
- Janet Varney (Connie Camp)
- Chris Gauthier (le jury no 3)

- Cet épisode est un remake de l'épisode 12 de la première saison de la série (Avis de meurtre[5]).
- Michael Weston reprend le rôle de l'avocat de la défense Adam Hornstock qu'il avait déjà interprété dans l'épisode original.
- Le rôle du juge Horace est interprété par Ray Wise[6], qui a également interprété le rôle du père Westley lors de l'épisode 4 de la quatrième saison et l'épisode 12 de la cinquième saison
- Le rôle de Sandra Panitch est incarnée par Lindsay Sloane, qui a également interprété Melinda dans l'épisode 12 de la sixième saison.
- Le rôle de Logan Phelps, le procureur et partie adverse dans le procès, est incarné par Ralph Macchio qui a interprété le sergent-instructeur Nick Conforth dans l'épisode 13 de la cinquième saison.

### Épisode 4:Le Bon Méchant
- États-Unis : 29 janvier 2014 sur USA Network
- Canada : 2 juin 2014 sur Global
- Suisse : 11 octobre 2014 sur RTS Deux[10]
- France : 10 août 2015 sur NT1[16]

- États-Unis : 1,73 million de téléspectateurs[17] (première diffusion)

- Anthony Michael Hall (Harris Trout)
- Peter Stormare (Cyrus Polk)
- Vincent M. Ward (Rocco)
- John Lacy (Edward Tripp)

### Épisode 5:Sherlock Gus
- États-Unis : 5 février 2014 sur USA Network
- Canada : 16 juin 2014 sur Global
- Suisse : 18 octobre 2014 sur RTS Deux[10]
- France : 11 août 2015 sur NT1[18]

- États-Unis : 1,79 million de téléspectateurs[19] (première diffusion)

Kali Hawk (Emmanuelle)

### Épisode 6:Retour vers le passé
- États-Unis : 26 février 2014 sur USA Network
- Canada : 30 juin 2014 sur Global
- Suisse : 15 novembre 2014 sur RTS Deux[20]
- France : 13 août 2015 sur NT1[21]

- États-Unis : 1,53 million de téléspectateurs[24] (première diffusion)

- John Kapelos (le maire Swagerty)
- Loretta Devine (Melba Birdson)
- Peggy Lipton (Scarlett Jones)
- Julia Harnett (Paella Powell)

### Épisode 7:Meurtre à emporter
- États-Unis : 5 mars 2014 sur USA Network
- Canada : 7 juillet 2014 sur Global
- Suisse : 6 décembre 2014 sur RTS Deux[10]
- France : 14 août 2015 sur NT1[25]

- États-Unis : 1,56 million de téléspectateurs[26] (première diffusion)

### Épisode 8:Un groupe d'élites
- États-Unis : 12 mars 2014 sur USA Network
- Canada : 14 juillet 2014 sur Global
- Suisse : 13 décembre 2014 sur RTS Deux[10]
- France : 17 août 2015 sur NT1[27]

- États-Unis : 1,36 million de téléspectateurs[28] (première diffusion)

- Mira Sorvino (Betsy Brannigan)
- Yvette Nicole Brown (Hazel Lazarus)
- Tom Arnold (Garth Mathers)
- Vincent Ventresca (James Earl Craig)
- Aaron Craven (Randall)
- Bill Marchant (Professor Stein)

### Épisode 9:La Nuit des Shawn vivants
- États-Unis : 19 mars 2014 sur USA Network
- Canada : 21 juillet 2014 sur Global
- Suisse : 10 janvier 2015 sur RTS Deux[10]
- France : 18 août 2015 sur NT1[29]

- États-Unis : 1,53 million de téléspectateurs[30] (première diffusion)

- Bruce Campbell (Dr Ashford N. Simpson)
- William Zabka (Coach Bag)
- Mira Sorvino (Betsy Brannigan)
- Curt Smith (lui-même)
- Phylicia Rashad (Winnifred Guster)
- Nikki Bella (elle-même)
- Brie Bella (elle-même)
- Sutton Foster (Gretchen Eikleberry)

- Le titre original (A Nightmare on State Street) fait référence au titre original de la saga de Freddy Krueger.

### Épisode 10:Partir un jour ou pour toujours
- États-Unis : 26 mars 2014 sur USA Network
- Canada : non-diffusé sur Global
- Suisse : 17 janvier 2015 sur RTS Deux[10]
- France : 20 août 2015 sur NT1[8]

- États-Unis : 1,93 million de téléspectateurs[31] (première diffusion)

- Billy Zane (Ian Collins)
- Val Kilmer (inspecteur Dobson)
- Deon Richmond (Mr. Richmond)
- Floriana Lima (Love)